# Bukumbi
Le Bukumbi (ou Boukoumbi ) est un ancien royaume tribal de la Tanzanie actuelle, situé au sud du lac Victoria dans l'Oussoukouma.
Il entre dans l'histoire moderne avec l'arrivée des missionnaires Pères blancs qui y trouvent refuge en 1883 , menés par le Père Livinhac. C'est à l'époque une petite région de cinq à six mille âmes réparties dans une soixantaine de villages pour la plupart dans les étroits vallons qui bordent à l'est du golfe de Smith.
La population est d'ethnie Bakumbi, arrivée du sud depuis le XVIe siècle.
La région est évangélisée par Mgr Hirth, assisté de missionnaires tels que le Père Achte, de la fin du XIXe siècle au début du XXe siècle qui ouvrent la mission de Notre-Dame de Kamoga et à 15 kilomètres au nord le poste de Niaguézi.
C'est ici que meurt en 1891 l'explorateur et missionnaire allemand August Schynse.
L'ancien royaume recoupe en partie le district actuel de Bukombe.